# Бурхание
Бурхание (тур. Burhaniye) — город и район в провинции Балыкесир (Турция).

## История
В античные времена здесь находилась афинская колония Адрамитион, упоминаемая в «Новом завете» (на корабль из Адрамитиона взошёл в Цезарее апостол Павел). В средние века город носил название Кемер («акведук») из-за имевшихся здесь развалин античного акведука. В 1867 году он был переименован в честь Бурханетдина — сына султана Абдул-Хамида II.